# دارون غيبسون
دارين غيبسون (بالإنجليزية: Darron Gibson)‏ (مواليد 25 أكتوبر 1987 في ديري - أيرلندا الشمالية) لاعب كرة قدم أيرلندي يلعب حاليًا لصالح نادي الدرجة الممتازة إيفرتون الإنجليزي منذ 2012 في مركزي خط الوسط المحوري والدفاعي.

## مع مانشستر يونايتد
ظهر دارون لأول مرة في الفريق الأول عقب يوم مولده الثامن عشر، في كأس رابطة المحترفين الإنجليزية التي فاز فيها اليونايتد على بارنيت في أكتوبر 2005 ، حيث كان دارون هو بديل زميله الشاب لي مارتن في الدقيقة السادسة والسبعون من الشوط الثاني.

وقد أحرز أول أهدافه مع الفريق الأول في كأس الاتحاد الإنجليزي أمام فريق ساوثهامبتون في يناير 2009 ، كما لعب في جميع مباريات مانشستر يونايتد في كأس رابطة الأندية الإنجليزية المحترفة والتي أظهر فيها قدراته العالية وإمكانياته الرائعة، بالإضافة إلى مقارنة أداؤه بالنجم مايكل كاريك ، وقد تم مكافأته على هذه المستويات بتمديد التعاقد معه في يوليو 2009 ولمدة ثلاث سنوات قادمة.

## أبرز مميزاته
لاعب قوي، يهيمن على منطقة الوسط أمام قلوب الدفاع، ويمتلك القدرة على تسجيل الأهداف الرائعة، ويمتاز بتسديداته الصاروخية.

## روابط خارجية
- دارون غيبسون على موقع الاتحاد الدولي (مؤرشف)  (الإنجليزية)
- دارون غيبسون على موقع الاتحاد الأوربي (الإنجليزية)
- دارون غيبسون على موقع قاعدة بيانات كرة القدم.إي يو (الإنجليزية)
- دارون غيبسون على موقع ناشيونال فوتبول تيمز (الإنجليزية)
- دارون غيبسون على موقع Soccerbase.com (لاعب) (الإنجليزية)
- دارون غيبسون على موقع Soccerway.com (الإنجليزية)
- دارون غيبسون على موقع عالم كرة القدم.نت (الإنجليزية)
- دارون غيبسون على موقع كووورة
- دارون غيبسون على موقع AS.com (الإسبانية)